# Crepidomanes saxifragoides
Crepidomanes saxifragoides är en hinnbräkenväxtart som först beskrevs av Karel Presl, och fick sitt nu gällande namn av Peter Shaw Green. Crepidomanes saxifragoides ingår i släktet Crepidomanes och familjen Hymenophyllaceae. Inga underarter finns listade.